# Cordilleras Lillooet
 Las cordilleras Lillooet son la subdivisión más al sureste de las cordilleras del Pacífico de las montañas Costeras de la Columbia Británica. Están ubicadas entre el sistema de drenaje del río Lillooet y el lago Harrison en el oeste y el cañón del río Fraser en el este, y por el valle costero de las tierras bajas de ese río en el sur. 
Las cordilleras Lillooet tienen una superficie aproximada de 8.100 kilómetros cuadrados. La cordillera es extremadamente escarpada y variada en terreno, e incluye algunos de los picos más altos del suroeste de la Columbia Británica. El más alto es el Monte Skihist, de 2.968 m, que corona la Cordillera Cantilever en el corazón de la zona al oeste de la comunidad de Lytton en la confluencia de los ríos Thompson y Fraser. La subdivisión más septentrional de la cordillera de Lillooet es la cordillera Cayoosh, que incluye la segunda cumbre más alta de la cordillera de Lillooet, un pico sin nombre de 2.855 m justo al sur del lago Seton y a unos 20 km al oeste de la ciudad de Lillooet. Al noreste del lago Harrison, el monte Breakenridge se eleva a 2.395 m de altura y plantea un importante riesgo de tsunami local de deslizamiento de tierras en la zona. 
Hay varios parques provinciales y áreas de ocio dentro de los límites de la cordillera  Lillooet. El más grande e importante es el Parque del Patrimonio Nlaka'pamux en el Valle de Stein, que abarca toda la cuenca del río Stein, inmediatamente al oeste de Lytton y al este de Pemberton-Mount Currie. "La cuenca del Stein es la mayor cuenca no anegada de las montañas de la Costa meridional y, como el resto de la cordillera de Lillooet, varía desde el tipo alpino costero en el oeste hasta el árido desierto-canadiense en el este. 
Sólo hay una autopista que atraviesa las cordilleras de Lillooet, la autopista 99 desde  Monte Currie a Lillooet, a través del valle de Cayoosh Creek. Al norte de esa carretera está la subzona conocida como la Cordillera Cayoosh, que contiene el segundo pico más alto de la Cordillera Lillooet, una cumbre sin nombre justo al sur del lago Seton. 
Las principales cuencas hidrográficas que se encuentran enteramente dentro de la cordillera Lillooet son las del arroyo Cayoosh, el río Stein, el río Nahatlatch y el río Plata (también conocido como el Gran Río Plata). Muchos arroyos más pequeños, aún de un tamaño considerable, no están listados aquí. 